# FIBA Àfrica
La FIBA Àfrica (francès: Association des Fédération Africaines de Basketball, ‘Associació de Federacions Africanes de Bàsquet’) fundada l'11 de juny de 1961 al Caire, Egipte. Els països fundadors van ser Egipte, el Marroc, Etiòpia, Sudan, Togo, Rhodèsia del Nord (actual Zàmbia), Sierra Leone, Ghana, Guinea, Líbia, Mali, Alt Volta (actual Burkina Faso). Al març del 1962, es va crear el Campionat d'Àfrica de bàsquet masculí. Actualment compta amb 54 federacions afiliades.